# Żerniki-Grabie
Żerniki-Grabie – część wsi Żerniki Górne w Polsce, położona w województwie świętokrzyskim, w powiecie buskim, w gminie Busko-Zdrój.
W latach 1975–1998 Żerniki-Grabie administracyjnie należały do województwa kieleckiego.